# Mommy's Little Girl
Mommy's Little Girl is een dramafilm uit 2016 die in Canada werd geproduceerd voor de Amerikaanse kabelzender Lifetime, alwaar hij op 19 maart 2016 voor het eerst werd uitgezonden.
De film werd matig ontvangen. Op IMDb behaalt hij 5,9 op tien. Bij Rotten Tomatoes heeft hij een publieksscore van 29%.

## Verhaal
De tienjarige Sadie groeide op bij haar grootouders nadat haar vader verongelukte en haar aan alcohol verslaafde moeder niet voor haar kon zorgen. Ze waren erg streng, en voor het minste werd ze zwaar gestraft. Ze is dan ook opgetogen als haar moeder, die inmiddels zelfstandig kapper en verloofd is, haar komt ophalen.
Bij het minste dat ze fout doet gelooft Sadie dat ze teruggestuurd zal worden. Als haar grootmoeder op bezoek komt, fluistert die haar in dat haar moeder genoeg van haar begint te krijgen. Als ze in het park zijn lokt Sadie de vrouw daarom mee en duwt haar van een rots.
Als ze op school ruzie krijgt met een klasgenootje, steelt ze een stuk speelgoed van hem. De juf blijft haar aansporen het terug te geven en ze begint te geloven dat ook zij haar weg wil. Daarom brengt ze ook de juf om het leven, gebruik makende van diens notenallergie.
Later komt haar stiefvader achter de leugen waarmee Sadie verdoezelde dat ze bij het huis van haar juf was geweest. Denkende dat ook hij tegen haar is, werkt ze hem met een honkbalknuppel tegen de grond om hem vervolgens te bedreigen met een keukenmes. Op dat moment komt Sadies moeder thuis, en komt alles aan het licht. Sadie wordt opgenomen in een instelling, waar ze regelmatig door haar moeder wordt bezocht.

## Rolverdeling
- Emma Hentschel als Sadie Connell, de protagonist.
- Fiona Gubelmann als Theresa Malcolms, Sadies moeder.
- Deborah Grover als Elana Connell, Sadies grootmoeder.
- James Gallanders als Aaron Myers, Sadies stiefvader.
- Mikael Conde als Josh Myers, Sadies stiefbroer.
- Alix Sideris als mevrouw Goldin, Sadies lerares.
- Sam Ashe Arnold als Dylan, Sadies klasgenoot.
- Mia Kechichian als Alliree, Sadies klasgenote.